# Maria Cristina di Sassonia (1735-1782)
Maria Cristina di Sassonia, ovvero Maria Christina Anna Teresa Salomé Eulalia Saveria (Varsavia, 12 febbraio 1735 – Brumath, 19 novembre 1782), è stata una badessa tedesca dell'abbazia di Remiremont.
Era figlia di Federico Augusto II, elettore di Sassonia, e di Maria Giuseppa d'Austria. Era sorella di Maria Giuseppina di Sassonia, dunque zia dei re di Francia Luigi XVI, Luigi XVIII e Carlo X.

## Biografia
Inferma fin dalla nascita, aveva poche possibilità di contrarre un brillante matrimonio come invece capitò alle sorelle più anziane: Maria Amalia, che nel 1738 sposò il re di Napoli Carlo, divenuto successivamente Carlo III di Spagna, o  Maria Giuseppina, che sposò Luigi Ferdinando di Borbone-Francia, figlio di Luigi XV e delfino di Francia. Il fratello Albert Casimiro Augusto sposò nel 1766 l'arciduchessa Maria Cristina d'Asburgo-Lorena (1742 – 1798), figlia di Maria Teresa d'Austria e dell'imperatore Francesco I.
Ella si recò in Francia nel 1762.
Nel 1763 entrò, grazie a Luigi XV, nel capitolo nobile dell'abbazia di Remiremont e ne fu eletta badessa nel 1773, alla morte di Anna Carlotta di Lorena, sorella dell'ultimo duca di Lorena Leopoldo.
Dal  1775 lasciò Remiremont per affittare il castello di Giovanni Reinardo III di Hanau-Lichtenberg a Brumath, ove fissò la sua residenza estiva (in inverno ella soggiornava a Strasburgo).
Grazie al suo soggiorno, Brumath, piccola città, divenne una capitale nei paesi dello Hanau. A Brumath ricevette grandi personalità, fra le quali il futuro re di Baviera Massimiliano I.
Era una bonne vivante, amante della vita brillante e della caccia, che praticava, oltre che nel parco del castello di Brumath, a Porrentruy, in Svizzera, presso il principe-vescovo di Basilea, Federico Luigi di Wangen di Geroldseck. Un'ala del castello di Porrentruy si chiama infatti Princesse Christine, in ricordo dei suoi soggiorni.
Personalità affascinante, nonostante la vita brillante, Maria Cristina era dolce di carattere e premurosa e caritatevole verso i poveri e gli sfortunati. 
La città di Remiremont le deve la rete fognaria, la classificazione degli archivi del Capitolo e l'apertura del cantiere per la ricostruzione della chiesa capitolare.
Morì a Brumath, all'età di quasi 48 anni, ed il suo corpo fu inumato nell'abbazia di Remiremont il 16 dicembre 1782, le sue interiora furono interrate  Brumath ed il suo cuore fu trasportato a Dresda.
Una via di Brumath porta il suo nome.

## Antenati
|                                              |                      |                                           | Genitori                                |  |  | Nonni |  |  | Bisnonni                         |  |  | Trisnonni                       |  |
|                                              |                      |                                           |                                         |  |  |       |  |  | Giovanni Giorgio III di Sassonia |  |  | Giovanni Giorgio II di Sassonia |  |
|                                              |                      |                                           |                                         |  |  |       |  |  | Giovanni Giorgio III di Sassonia |  |  | Giovanni Giorgio II di Sassonia |  |
|                                              |                      | Maddalena Sibilla di Brandeburgo-Bayreuth |                                         |  |  |       |  |  | Giovanni Giorgio III di Sassonia |  |  |                                 |  |
| Augusto II di Polonia                        |                      |                                           |                                         |  |  |       |  |  | Giovanni Giorgio III di Sassonia |  |  |                                 |  |
|                                              |                      | Anna Sofia di Danimarca                   | Federico III di Danimarca               |  |  |       |  |  |                                  |  |  |                                 |  |
|                                              |                      | Anna Sofia di Danimarca                   | Federico III di Danimarca               |  |  |       |  |  |                                  |  |  |                                 |  |
|                                              |                      | Anna Sofia di Danimarca                   | Sofia Amelia di Brunswick e Lüneburg    |  |  |       |  |  |                                  |  |  |                                 |  |
| Augusto III di Polonia                       |                      | Anna Sofia di Danimarca                   |                                         |  |  |       |  |  |                                  |  |  |                                 |  |
|                                              |                      | Cristiano Ernesto di Brandeburgo-Bayreuth | Ermanno Augusto di Brandeburgo-Bayreuth |  |  |       |  |  |                                  |  |  |                                 |  |
|                                              |                      | Cristiano Ernesto di Brandeburgo-Bayreuth | Ermanno Augusto di Brandeburgo-Bayreuth |  |  |       |  |  |                                  |  |  |                                 |  |
|                                              |                      | Cristiano Ernesto di Brandeburgo-Bayreuth | Sofia di Brandeburgo-Ansbach            |  |  |       |  |  |                                  |  |  |                                 |  |
| Cristiana Eberardina di Brandeburgo-Bayreuth |                      | Cristiano Ernesto di Brandeburgo-Bayreuth |                                         |  |  |       |  |  |                                  |  |  |                                 |  |
|                                              |                      | Sofia Luisa di Württemberg                | Eberardo III di Württemberg             |  |  |       |  |  |                                  |  |  |                                 |  |
|                                              |                      | Sofia Luisa di Württemberg                | Eberardo III di Württemberg             |  |  |       |  |  |                                  |  |  |                                 |  |
|                                              |                      | Sofia Luisa di Württemberg                | Anna Caterina Dorotea di Salm-Kyrburg   |  |  |       |  |  |                                  |  |  |                                 |  |
| Maria Cristina di Sassonia                   |                      | Sofia Luisa di Württemberg                |                                         |  |  |       |  |  |                                  |  |  |                                 |  |
|                                              | Leopoldo I d'Asburgo | Ferdinando III d'Asburgo                  |                                         |  |  |       |  |  |                                  |  |  |                                 |  |
|                                              | Leopoldo I d'Asburgo | Ferdinando III d'Asburgo                  |                                         |  |  |       |  |  |                                  |  |  |                                 |  |
|                                              | Leopoldo I d'Asburgo | Maria Anna di Spagna                      |                                         |  |  |       |  |  |                                  |  |  |                                 |  |
| Giuseppe I d'Asburgo                         | Leopoldo I d'Asburgo |                                           |                                         |  |  |       |  |  |                                  |  |  |                                 |  |
|                                              |                      | Eleonora del Palatinato-Neuburg           | Filippo Guglielmo del Palatinato        |  |  |       |  |  |                                  |  |  |                                 |  |
|                                              |                      | Eleonora del Palatinato-Neuburg           | Filippo Guglielmo del Palatinato        |  |  |       |  |  |                                  |  |  |                                 |  |
|                                              |                      | Eleonora del Palatinato-Neuburg           | Elisabetta Amalia d'Assia-Darmstadt     |  |  |       |  |  |                                  |  |  |                                 |  |
| Maria Giuseppa d'Austria                     |                      | Eleonora del Palatinato-Neuburg           |                                         |  |  |       |  |  |                                  |  |  |                                 |  |
|                                              |                      | Giovanni Federico di Brunswick-Lüneburg   | Giorgio di Brunswick-Lüneburg           |  |  |       |  |  |                                  |  |  |                                 |  |
|                                              |                      | Giovanni Federico di Brunswick-Lüneburg   | Giorgio di Brunswick-Lüneburg           |  |  |       |  |  |                                  |  |  |                                 |  |
|                                              |                      | Giovanni Federico di Brunswick-Lüneburg   | Anna Eleonora di Assia-Darmstadt        |  |  |       |  |  |                                  |  |  |                                 |  |
| Guglielmina Amalia di Brunswick-Lüneburg     |                      | Giovanni Federico di Brunswick-Lüneburg   |                                         |  |  |       |  |  |                                  |  |  |                                 |  |
|                                              |                      | Benedetta Enrichetta del Palatinato       | Edoardo del Palatinato-Simmern          |  |  |       |  |  |                                  |  |  |                                 |  |
|                                              |                      | Benedetta Enrichetta del Palatinato       | Edoardo del Palatinato-Simmern          |  |  |       |  |  |                                  |  |  |                                 |  |
|                                              |                      | Benedetta Enrichetta del Palatinato       | Anna Maria di Gonzaga-Nevers            |  |  |       |  |  |                                  |  |  |                                 |  |
|                                              |                      | Benedetta Enrichetta del Palatinato       |                                         |  |  |       |  |  |                                  |  |  |                                 |  |